# Salinas y Arenales de San Pedro del Pinatar
Salinas y Arenales de San Pedro del Pinatar är en park i Spanien.   Den ligger i provinsen Murcia och regionen Murcia, i den sydöstra delen av landet, 400 km sydost om huvudstaden Madrid.
Terrängen runt Salinas y Arenales de San Pedro del Pinatar är platt. Havet är nära Salinas y Arenales de San Pedro del Pinatar åt sydost.  Närmaste större samhälle är Torrevieja, 17,5 km norr om Salinas y Arenales de San Pedro del Pinatar. 